# 莫力庙
莫力庙，汉名集宁寺，蒙古语称为鞥济固伦胡力雅克其苏木，位于中華人民共和国内蒙古自治区通辽市科尔沁区莫力庙苏木，是一座藏传佛教格鲁派寺院。

## 历史
莫力庙是科尔沁左翼中旗闲散王公卓哩克图亲王所属的一座寺庙，是科尔沁部各旗喇嘛庙的总部。它始建于清朝乾隆五十年（1785年），原址最初位于今开鲁县的境内，后搬迁到今天的科尔沁左翼后旗境内，后又在道光六年（1826年）迁至通辽的莫瑞村。“莫力”即“莫瑞”的转音，所以自此这个庙俗称“莫力庙”。根据《蒙古地志》载，该庙“由副寺十二，僧房五百余构成，有喇嘛二千五百余，为在东蒙古罕见之大庙，住有活佛”。
莫力庙选定庙址后，本旗卓哩克图亲王将兴建方案上报到哲里木盟盟长土谢图亲王处，再由土谢图亲王呈报到清朝理藩院批准后动工。后经过36年时间的修建到嘉庆二十五年（1820年）全部完工。当时理藩院为该寺颁发一块九龙金匾，以满文、蒙古文、藏文、汉文四种文字标识“集宁寺”庙名。同时划拨给该寺100户百姓，称为该寺的伙夫、香火使。1820年中秋节该寺举办开光典礼，哲里木盟十旗的王公、官吏、活佛、喇嘛、信众一同参加典礼。在典礼上悬挂理藩院所赐的“集宁寺”金匾，并由该庙葛根鲁布僧丹巴拉布杰拉然巴讲经，授长寿佛灌顶。该庙的东、西两侧，临时搭建大量毡包帐篷，形成长达几华里的五条街。
1932年在日本策划下，由甘珠尔扎布、包善一、韩舍旺等人发起成立“内蒙古自治军”。同年冬“内蒙古自治军”进驻莫力庙。南京国民政府得知后下令热河军队第十七旅司令崔兴武部李守信、胡宝山团，共一万多人的步骑部队包围莫力庙。“内蒙古自治军”很快被击败，司令甘珠尔扎布率领残部逃走。第十七旅占领莫力庙之后进行大规模抢掠，将该庙数百年积累的金钱财宝洗劫一空。第十七旅在莫力庙驻扎了一个多月后携带掠夺的财物回到热河。同年莫力庙又遭遇鼠疫，800余名喇嘛中有300余名因此病故。自此莫力庙一蹶不振。后日本在东蒙古地区各寺庙派驻扮成喇嘛的特务，名义上研究蒙古喇嘛教，实际上从事情报刺探工作。驻莫力庙的日本喇嘛是太田觉眠。1945年日本投降后这些日本喇嘛离开。
中华人民共和国成立后，部分喇嘛还俗，他们中的一部分在该庙以北兴办农牧场（俗称“喇嘛窝铺”），开荒放牧自食其力。文化大革命中莫力庙被夷为平地。 
2007年，莫力庙苏木启动莫力庙复建工程。2008年底，莫力庙主庙集宁寺建成并开始运作。2010年复建工程全部结束。复建的莫力庙占地15万平方米，复建工程主要包括重建莫力庙集宁寺，异地重建关帝庙，新建庄妃纪念馆、民俗展览馆等等。 

## 建筑
莫力庙的主体建筑为“舍日利”庙（灵堂）、朝克沁大殿。“舍日利”庙是安放该庙历世活佛的灵堂。朝克沁大殿是共有81间的三层楼房，一层供奉三世佛，佛像前并列有8尊菩萨，后侧供奉有十八罗汉，周围墙脚的佛龛内供奉上千尊菩萨；二层供奉章必勒、苏律得、观音以及经卷；三层供奉千手千眼佛、白金菩萨、文殊菩萨以及金书《甘珠尔》等经卷，还有金制佛灯，银制香炉等法器。
莫力庙还有集宁寺、福全寺、隆佑寺等12所副寺，僧房500多间。此外，莫力庙还有四大学塾的毕业者自愿修行之所，以及东、西活佛府两处。清朝发放给莫力庙喇嘛度牒580枚，莫力庙鼎盛时期喇嘛达三千余人。莫力庙庙区东西、南北各长8华里，周长数十里，庙内有大街8条，小巷6条。前4条大街是5座大殿、4座小庙、两座活佛府、庙仓、库房，后4条大街是僧侣住所。
莫力庙山门内东、西两侧为钟楼、鼓楼，楼内分别有大钟、巨鼓。山门内有四大天王塑像。山门外有荫庇和石狮一对、石旗杆一对。山门外还有跳查玛舞的舞场。莫力庙的庙产很多。中华民国时期，莫力庙有515顷地，13群苏鲁克畜群，果园、鱼塘、林场，商业小市，莫力庙还专门成立了商务管理会，另外还兴办了一所小学“莫力庙自立完全小学”，莫力庙给该小学划拨了6顷地，以其收入维持小学的全部费用。莫力庙内的金条、元宝、钱、珠宝、玉石、绸缎等等数不胜数。

## 葛根
莫力庙前四世葛根都曾经到过西藏学习，由达赖或班禅赐法号。第一世葛根瓦其尔阿拉木斯，获九世达赖授予“班第达”称号，赐玉佛冠一顶，取法名“鲁希僧丹巴拉布杰”。第二世葛根沙金朝克图，经达赖、班禅认定，后来到西藏由达赖、班禅受戒，取法名“鲁布僧丹比扎拉僧”。第三世葛根生于贵族根栋扎布家，18岁到西藏获达赖赐予“班第达”法名，但他实际上未当过莫力庙住持，在西藏学习期间圆寂于拉萨。第四世葛根那仁满都拉，14岁赴西藏，获达赖赐予法名“阿旺图布登”，阿旺图布登从西藏返回莫力庙时，途经北京，获时任中华民国总统袁世凯接见，袁世凯将莫力庙葛根原由清朝朝廷赐给的“额尔德尼斯钦堪布葛根”提升一级，加封为“额尔德尼斯钦诺门汗葛根”。马头琴大师齐·宝力高小时候曾被认定为莫力庙第五世葛根，后还俗。后来又有第五世葛根，1952年坐床。